# إيرين لي كار
إيرين لي كار (بالإنجليزية: Erin Lee Carr) هي مخرجة أمريكية، ولدت في 15 أبريل 1988.

## وصلات خارجية
- الموقع الرسمي
- إيرين لي كار على موقع IMDb (الإنجليزية)
- إيرين لي كار على موقع قاعدة بيانات الفيلم (الإنجليزية)